# Novaculichthys taeniourus
 Novaculichthys taeniourus és una espècie de peix de la família dels làbrids i de l'ordre dels perciformes que es troba des del Mar Roig fins a Sud-àfrica, les Tuamotu, les Illes Ryukyu i les Hawaii. També des del Golf de Califòrnia fins a Panamà, incloent-hi les Illes Galápagos.
Els mascles poden assolir els 30 cm de longitud total.